# Téa Obreht
Téa Obreht (ur. 30 września 1985 w Belgradzie) – serbsko-amerykańska pisarka;  laureatka Women’s Prize for Fiction.

## Życiorys
Urodziła się w Jugosławii, gdzie mieszkała do siódmego roku życia. Podczas wojny domowej wyjechała z rodziną na Cypr, a następnie do Egiptu. Od 1997 mieszka w Stanach Zjednoczonych. Uzyskała dyplom MFA na Uniwersytecie Cornell w Ithace (Nowy Jork). Akcja pierwszej powieści Obreht pt. Żona tygrysa (2011), rozgrywa się w niewymienionym z nazwy kraju, pogrążonym w wojnie domowej i opowiada o ambitnej młodej kobiecie z Bałkanów i jej szacownym dziadku. Książka była w pewnym stopniu oparta na bliskich relacjach Obreht z dziadkami, choć wiele aspektów tej historii, w tym zawody i doświadczenia bohaterów są czystą fikcją. Realia książki zostały oparte na geografii i najnowszej historii Bałkanów. Publikowała m.in. w „The New Yorker”, „The New York Times” i „The Guardian”. Mieszka w Ithaca.

## Twórczość
- Żona tygrysa (The Tiger’s Wife, 2011)
- Inland (2019)[3]